# Ibá orixá

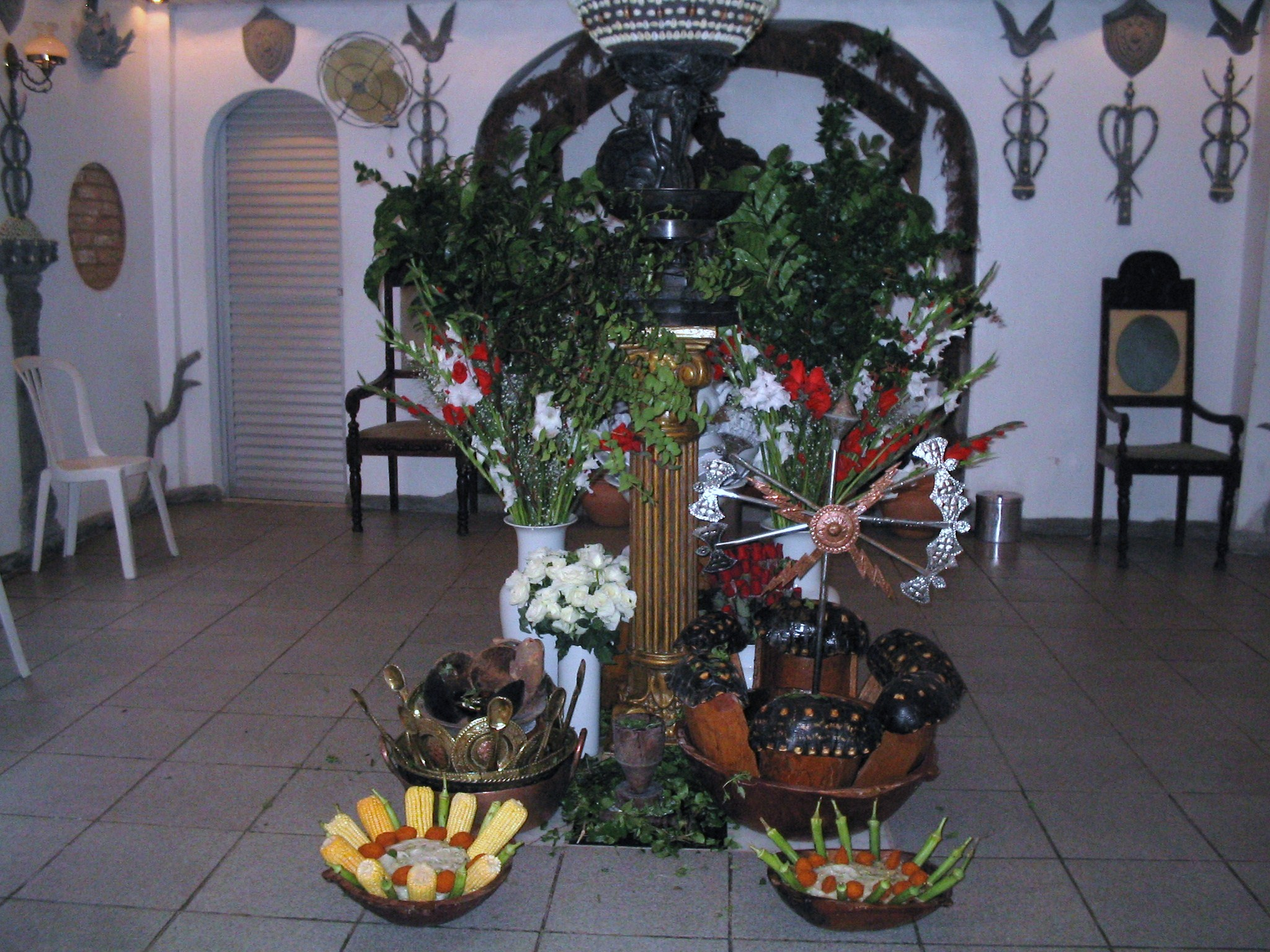
Assentamento de Xângo e Obá no candomblé de Ilê Axé Ijino Ilu Oróssi

Ibá orixá (em iorubá: igbá òrìṣà) ou somente ibá é o assentamento sagrado dos Orixás na cultura nagô-vodum, onde são colocados apetrechos e fetiches inerente a cada um deles na feitura de santo. Ao lado de cada um dos ibás encontramos talhas, quartinhas e quartiões, que devem conter o líquido mais precioso da vida chamado pelo povo do santo de omi (água).
Cada ibá orixá é uma representação material e pessoal, simbolizando a captação de energia oriundo da natureza, ligado aos orixás correspondentes e sempre emanando energias para seus adeptos e crentes.

## Ibás orixás mais importantes num terreiro de candomblé
- Ibá de Exu
- Ibá de Ogum
- Ibá de Oxóssi
- Ibá de Oçânhim
- Ibá de Obaluaiê
- Ibá de Xangô
- Ibá de Oxumarê
- Ibá de Ieuá
- Ibá de Oxum
- Ibá de Iemanjá
- Ibá de Oiá
- Ibá de Obá
- Ibá de Nanã
- Ibá de Logunedé
- Ibá de Oxaguiã
- Ibá de Oxalufã
- Ibá de Ori